# Бикеево (Татарстан)
 Бикеево  (тат. Бәки) — деревня в Камско-Устьинском районе Татарстана. Входит в состав Клянчеевского сельского поселения.

## География
Находится на реке Большой Шакян, в 36 км к западу от посёлка городского типа Камское Устье.

## История
Окрестности деревни были обитаемы в эпоху средневековья и в период Волжской Булгарии, о чём свидетельствуют археологические памятники: Бикеевское селище (булгарский домонгольский период), Бикеевские селища I и II (именьковская культура и булгарский золотоордынский период), Бикеевское местонахождение фрагментов именьковской и булгарской керамики, Бикеевское кладбище (булгарский золотоордынский период).
Основана в период Казанского ханства. До 1920-х годов состояла из татарской и русской частей, именовавшихся Бикеево № 1 и Бикеево № 2. До второй половины XIX века татарское население относилось к сословию государственных, русское — помещичьих крестьян. Их основные занятия в этот период — земледелие и разведение скота, были распространены кузнечный, кровельный и портняжный промыслы. 
В «Списке населенных мест по сведениям 1859 года», изданном в 1866 году, населённый пункт упомянут как казённая деревня Бикеево 1-го стана Тетюшского уезда Казанской губернии. Располагалась при реке Гремячей Ключь, по левую сторону Лаишевского торгового тракта, в 33 верстах от уездного города Тетюши и в 13 верстах от становой квартиры в казённом селе Новотроицкое (Сюкеево). В деревне, в 48 дворах проживали 222 человека (121 мужчина и 101 женщина).
В 1897 году в русской части деревни была открыта смешанная одноклассная русская школа грамоты.
В 1911 году в татарской части деревни была построена деревянная мечеть (закрыта в 1929 г.). В деревне также проживали крещёные татары (24 человек).
В начале XX века здесь располагалось волостное правление, квартира полицейского урядника и стражника; также действовали мектеб, кредитное товарищество, приёмный покой для приходящих больных, водяная мельница, казённая винная, пивная и 2 мелочные лавки; базар по средам и ежегодная ярмарка (18–20 июня).
В этот период совокупный земельный надел сельских общин составлял 509,9 десятин.
Православная часть населения относилась к приходу Духосошественской церкви села Чернышевка.
До 1920 года деревня являлась центром Больше-Кляринской волости Тетюшского уезда Казанской губернии. С 1920 года в составе Тетюшского, с 1927 года — Буинского кантонов ТАССР. С 10 августа 1930 года в Камско-Устьинском, с 1 февраля 1963 года в Тетюшском, с 12 января 1965 года в Камско-Устьинском районах.
В 1931 году в татарской и русской частях деревни были организованы колхозы, в 1993—2007 годах коллективное предприятие «Тукай», в 2003—2013 годах подразделение «Клянчеево» сельскохозяйственного предприятия «Камско-Устьинская».

## Население
| 1782 | 1859 | 1897 | 1908 | 1920 | 1926 | 1938 | 1949 | 1958 | 1970 | 1979 | 1989 | 2002 | 2010 | 2017 |
| ---- | ---- | ---- | ---- | ---- | ---- | ---- | ---- | ---- | ---- | ---- | ---- | ---- | ---- | ---- |
| 81   | 222  | 530  | 601  | 582  | 488  | 348  | 259  | 177  | 103  | 78   | 46   | 36   | 23   | 21   |

Национальный состав села — татары.

## Экономика
Жители занимаются в основном сельским хозяйством в личных подсобных хозяйствах, садоводством.

## Религия
Действует мечеть (с 2017 г.).